# Isops pachydermata
Isops pachydermata är en svampdjursart som beskrevs av William Johnson Sollas 1888. Isops pachydermata ingår i släktet Isops och familjen Geodiidae. Inga underarter finns listade i Catalogue of Life.